# Radiicephalus
Radiicephalus is een monotypisch geslacht van straalvinnige vissen uit de familie van de radiicephalen (Radiicephalidae). Het geslacht is voor het eerst wetenschappelijk beschreven in 1917 door Osorio.

## Soort
- Radiicephalus elongatus Osório, 1917